# Łebunia
Łebunia (kaschubisch Lëbùń; deutsch Labuhn) ist ein Dorf in der polnischen Woiwodschaft Pommern. Es gehört zur Landgemeinde Cewice (Zewitz) im Powiat Lęborski (Kreis Lauenburg in Pommern).

## Geographische Lage
Łebunia liegt in Hinterpommern, etwa elf Kilometer südlich der Kreisstadt Lębork (Lauenburg in Pommern).
Nachbarorte von Łebunia sind: im Norden Osowo Lęborskie (Wussow), im Osten Zakrzewo (Werder), im Süden Bukowina (Buckowin) und der Militärflugplatz von Siemirowice (Schimmerwitz), und im Westen Cewice (Zewitz) sowie Maszewo Lęborskie (Groß Massow).

## Ortsname
Die deutsche Ortsbezeichnung Labuhn steht für drei pommersche Orte. Der polnische Ortsname kommt nur hier vor.

## Geschichte

Labuhn südlich der Stadt Lauenburg i. Pom. (rechte Bildhälfte, durch Anklicken vergrößerbar) und nordöstlich des Dorfs Zewitz auf einer Landkarte von 1910.

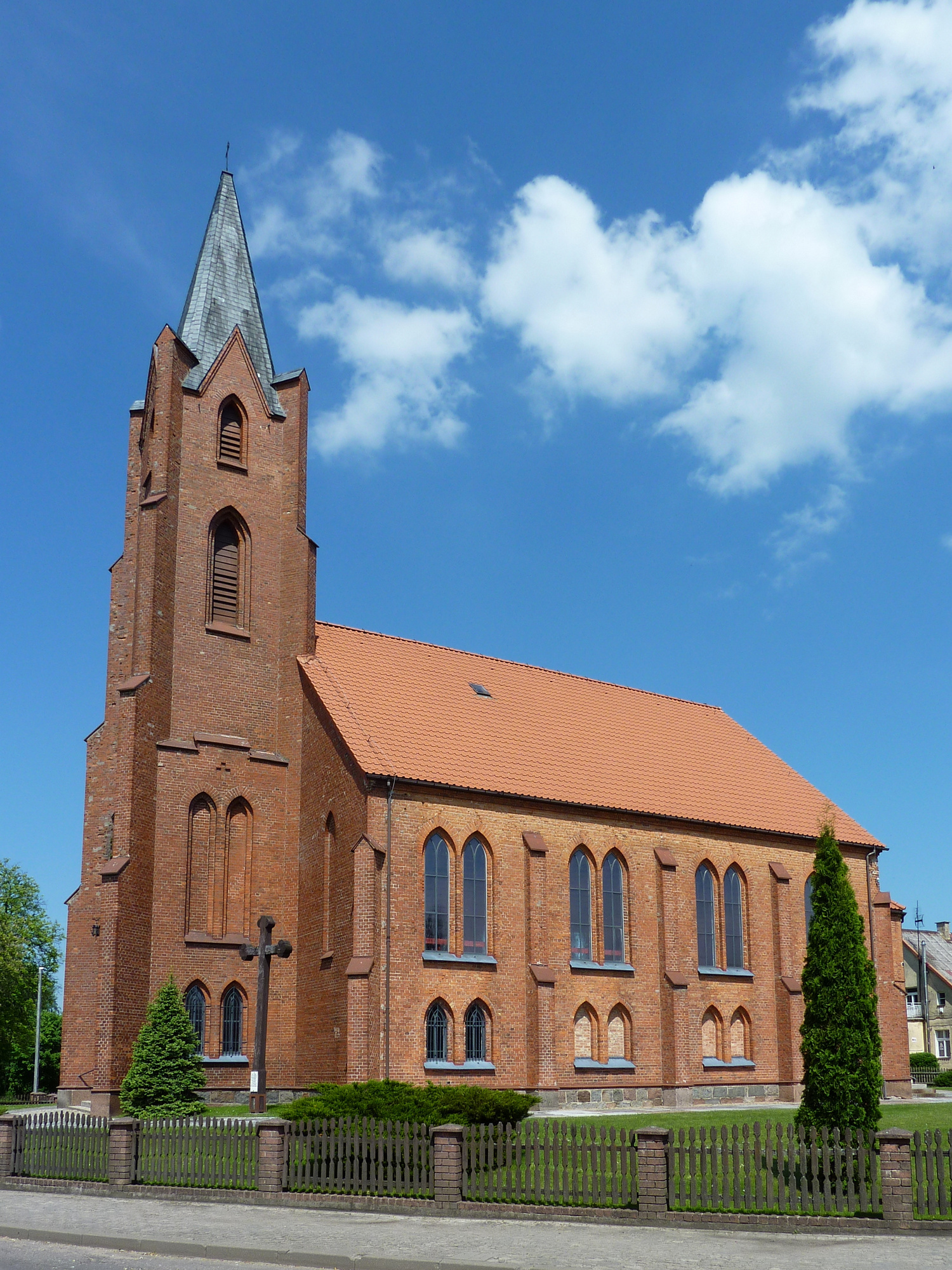
Dorfkirche (bis 1945 evangelisch)

Das Dorf entstand vermutlich zwischen 1050 und 1138, die erste urkundliche Erwähnung ist aber erst für das Jahr 1410 zu finden.
Im Jahre 1910 lebten in der Gemeinde und im Gutsbezirk Labuhn 601 Menschen. Die Zahl der Einwohner betrug 1933 insgesamt 555, im Jahre 1939 bereits 567 und stieg im heutigen Łebunia auf 666.
Im Jahr  1945 war Labuhn ein Dorf im Lauenburg in Pommern im Regierungsbezirk Köslin in der preußischen Provinz Pommern. Das Dorf war Sitz eines Standesamtes, das auch für Zewitz (heute polnisch Cewice) zuständig war. Umgekehrt war Zewitz Sitz und namensgebender Ort eines Amtsbezirkes, dem auch Labuhn zugeordnet war.
Zur Gemeinde Labuhn gehörten damals noch die Ortschaften Boor und Wassermühle.
Gegen Ende des Zweiten Weltkriegs besetzte im Frühjahr 1945 die Rote Armee die Region. Bald darauf wurde Labuhn zusammen mit ganz Hinterpommern unter polnische Verwaltung gestellt. Anschließend begann im Dorf die Zuwanderung polnischer Zivilisten. Labuhn erhielt den polnischen Ortsnamen Łebunia. In der darauf folgenden Zeit wurden Labuhns Alteinwohner vertrieben.
Das heutige Łebunia  ist ein Ortsteil der Gmina Cewice (Zewitz) im Powiat Lęborski (Lauenburger Distrikt) in der Woiwodschaft Pommern (1975 bis 1998 Woiwodschaft Stolp).

## Kirche

### Kirchspiel/Pfarrei
Łebunia ist ein altes Kirchdorf mit einer – seit der Reformation – überwiegend evangelischen Einwohnerschaft. Die wenigen katholischen Kirchenglieder gehörten vor 1945 zur Pfarrei Lauenburg (heute polnisch Lębork). 
Einst war Labuhn eine Filialkirche im evangelischen Kirchspiel Buckowin (Bukowina), erhielt bis 1945 jedoch seine Selbständigkeit als eigenes Kirchspiel im Kirchenkreis Lauenburg im Ostsprengel der Kirchenprovinz Pommern der Kirche der Altpreußischen Union. Bis 1901 umfasste es 14 Ortschaften, als dann sieben Dörfer zu einem gesonderten Pfarrsprengel Krampkewitz (Krępkowice) ausgegliedert wurden.
Bis 1945 verlief durch das Kirchspiel Labuhn die Provinzgrenze zwischen Pommern und Westpreußen, wobei die Ortschaften Labuhn, Zewitz (Cewice), Wussow (Osowo Lęborskie), die Kapellengemeinde Groß Massow (Maszewo Lęborskie) und Poppow (Popowo) in Pommern, die Dörfer Occalitz (Okalice) und Werder (Zakrzewo) aber schon in Westpreußen lagen.
Im Jahre 1940 wurden im Kirchspiel Labuhn 2100 Gemeindeglieder gezählt.
Nach 1945 wurde auch Łebunia – nun allerdings katholischer – Pfarrsitz, und die Kirche erhielt den Namen des Erzengels Michael („Kościół Świętego Michała Archanioła“ – Michaeliskirche). 
Die Pfarrei Łebunia ist in das Dekanat Sierakowice (Sierakowitz) im Bistum Pelplin der Katholischen Kirche in Polen eingegliedert. Sie umfasst die Dörfer Bukowina (Buckowin, als Filialkirche), Okalice (Occalitz), Osowo Lęborskie (Wussow), Osowiec und Malczyce (Henriettenthal).
Hier lebende evangelische Kirchenglieder sind in die Kreuzkirchengemeinde in Słupsk (Stolp) mit der Filialkirche in Lębork (Lauenburg in Pommern) in der Diözese Pommern-Großpolen der Evangelisch-Augsburgischen Kirche in Polen eingegliedert.
Unter den Geistlichen ragt die Person des Pfarrers Schwartze (1804–1850) heraus. Er war wegen seiner medizinischen Kenntnisse weit bekannt und wurde 1831 bei der hier herrschenden Cholera zum Bezirkssanitätskommissar ernannt. Auch um das Schulwesen erwarb er sich große Verdienste.

## Kultur und Sehenswürdigkeiten
Die Kirche des Erzengels Michael aus dem Jahr 1870 ist seit 1995 als Denkmal registriert.

## Verkehr
Die Ortschaft liegt an der Woiwodschaftsstraße 214, die von Łeba (Leba) an der Ostsee und Lębork weiter über Kościerzyna (Berent) und Skórcz (Skurz) bis nach Warlubie (Warlubien, 1942–45 Warlieb) in der Woiwodschaft Kujawien-Pommern führt. Zwischen 1920 und 1939 war die östliche Ortsgrenze zugleich ein Teilstück der deutsch-polnischen Grenze am Polnischen Korridor, vorher markierte sie die Grenze zwischen den preußischen Provinzen Pommern und Westpreußen.
Bahnanschluss bestand im Personenverkehr zwischen 1902 und 1979 über die fünf Kilometer entfernte Bahnstation Wussow = Osowo Lęborskie an der Bahnstrecke Lębork–Bytów (Lauenburg in Pommern–Bütow) und von 1905 bis 1920 sowie 1939 bis 2000 über die 14 Kilometer entfernte Bahnstation Linde (Kreis Neustadt) = Linia-Zakrzewo an der Bahnstrecke Pruszcz Gdański–Łeba (Praust–Leba).